# تعرية الصدر
تعرية الصدر (بالإنجليزية: Toplessness)‏ هو مصطلح نشأ من اللغة الإنجليزية يعني «دون القمة»، أي من دون الملابس التي تغطي الجذع. يشير المصطلح إلى الحالة التي تكون فيها امرأة عارية من الخصر إلى أعلى، مع ظهور ثدييها.